# Колега (сингъл)
Колега е хип-хоп сингъл на групата Ъпсурт, който излиза през 2005 г. заедно с албума Quattro.
На 1 септември 2005 г. е изпълнена в „Шоуто на Слави“ и печели грамота за „Най-добра политическа песен“ дадена от сценаристите на шоуто. Аргументите на сценаристите са, че песента представя реално последните 15 години на България в политически план. От тази дата сингълът печели голяма популярност и малко по-късно след изпълнението на Ъпсурт в „Шоуто на Слави“ песента е вече хит в България.
Едноименната реплика „Не ме занимавай с глупости бе“ от песента е на Иван Славков. Същата е купена от Нова Телевизия за 50 лв. В интервю за списание „Паралели“, фронтменът на Ъпсурт, Ицо Хазарта, споменава, че песента е най-добрата в репертоара на групата. 